# Mộc Sách

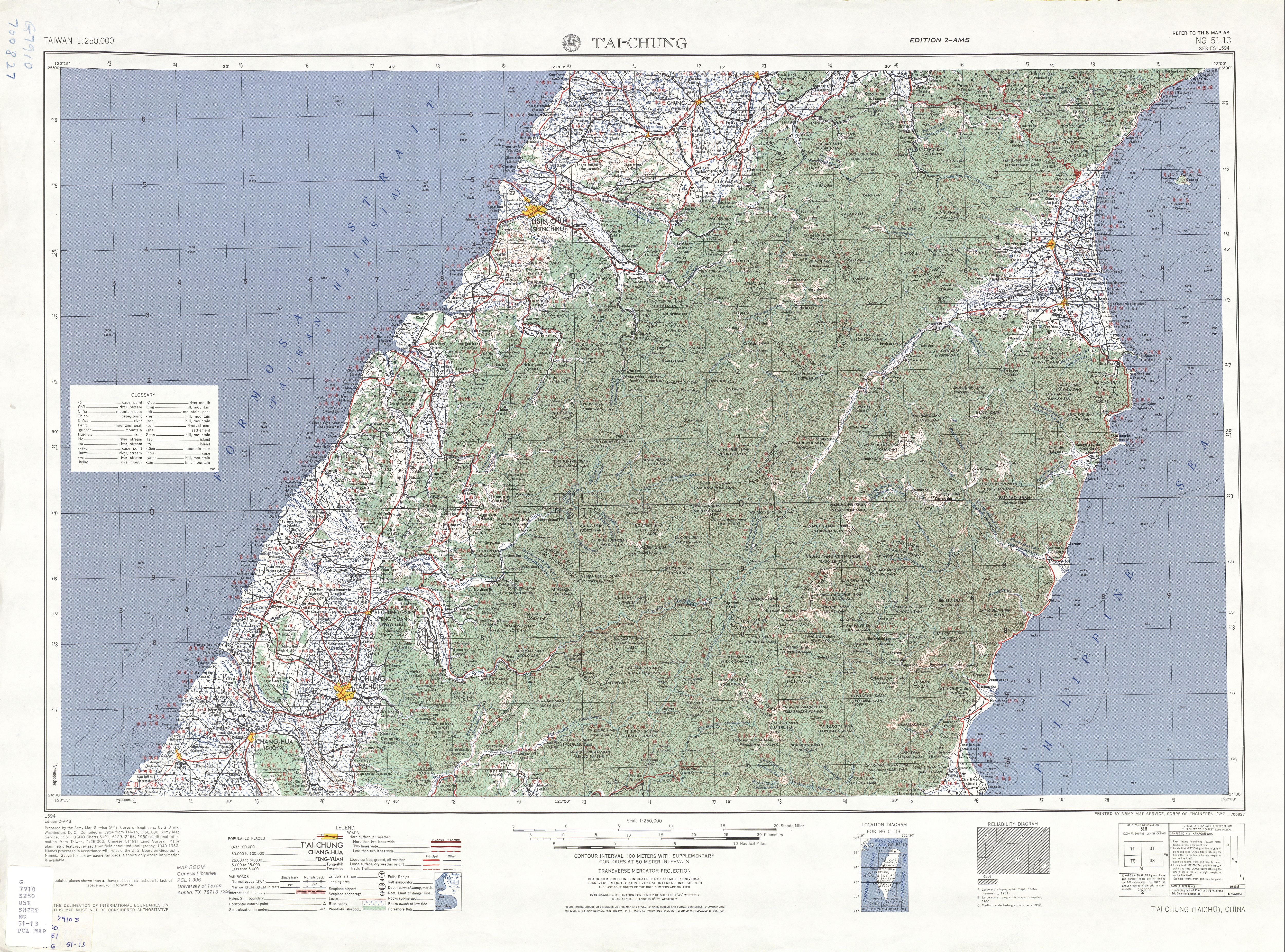
Bản đồ có chú thích Mộc Sách (ghi là Mu-cha (Mōkusaku) 木栅) (1954)

Mộc Sách (tiếng Trung: 木栅; bính âm: Mùzhà; Wade–Giles: Mu4-cha4; Bạch thoại tự: Ba̍k-sa; nghĩa đen 'hàng rào gỗ') là một khu vực thuộc thành phố Đài Bắc, Đài Loan, vốn là một quận cũ của Đài Bắc trước năm 1990. 
"Mộc Sách" nghĩa đen là "hàng rào gỗ", hàm ý chỉ những hàng rào từng được xây dựng ở khu vực này nhằm phòng vệ trước những cuộc tấn công của thổ dân Đài Loan.

## Lịch sử
Thời Đài Loan thuộc Thanh, khu vực này thuộc ty Đạm Thủy (tiếng Trung: 淡水廳). Sau năm 1920, trong thời Đài Loan thuộc Nhật, vùng này được quy thuộc vào các xóm Naiko (内湖) và Sanaigō (坡內坑) thuộc làng Shinkō (深坑庄), quận Bunsan, tỉnh Taihoku (nay là các quận Thâm Khanh và Nội Hồ, lần lượt của thành phố Tân Bắc và Đài Bắc).
Về sau dưới quyền quản lý của Trung Hoa Dân Quốc, Mộc Sách thuộc huyện Đài Bắc, rồi được cắt chuyển thành một quận thuộc thành phố Đài Bắc, Năm 1990, quận Mộc Sách sáp nhập với quận Cảnh Mỹ thành quận Văn Sơn. Khu vực quận Mộc Sách cũ nay là phần phía đông của quận Văn Sơn. cũng thuộc Đài Bắc.

## Địa điểm nổi tiếng
- Sở thú Đài Bắc
- Đại học quốc lập Chính trị
- Đại học Thế Tân
- Trường Nữ trung học Đệ nhị cấp Cảnh Mỹ (景美女中). Tuy tên trường là Cảnh Mỹ nhưng nằm ở khu vực Mộc Sách.
- Đền Chỉ Nam
- Miêu Không